# Malpartida de Plasencia
Malpartida de Plasencia – gmina w Hiszpanii, w prowincji Cáceres, w Estramadurze, o powierzchni 372,65 km². W 2011 roku gmina liczyła 4782 mieszkańców.